# Lee (condado de Berkshire)
Lee es un lugar designado por el censo ubicado en el condado de Berkshire en el estado estadounidense de Massachusetts. En el Censo de 2010 tenía una población de 2.051 habitantes y una densidad poblacional de 581,85 personas por km².

## Geografía
Lee se encuentra ubicado en las coordenadas 42°18′25″N 73°15′3″O / 42.30694, -73.25083. Según la Oficina del Censo de los Estados Unidos, Lee tiene una superficie total de 3.52 km², de la cual 3.43 km² corresponden a tierra firme y (2.65%) 0.09 km² es agua.

## Demografía
Según el censo de 2010, había 2.051 personas residiendo en Lee. La densidad de población era de 581,85 hab./km². De los 2.051 habitantes, Lee estaba compuesto por el 93.08% blancos, el 0.98% eran afroamericanos, el 0.2% eran amerindios, el 2% eran asiáticos, el 0% eran isleños del Pacífico, el 2.29% eran de otras razas y el 1.46% pertenecían a dos o más razas. Del total de la población el 7.17% eran hispanos o latinos de cualquier raza.